# Traumyoga
Das Traumyoga (Sanskrit: svapnadarśana; tib.: rmi lam) ist zum einen Bestandteil der „Sechs Yogas von Naropa“ und damit eine aus dem buddhistischen Vajrayana stammende Praxis, zum anderen gibt es eine eigenständige Übertragung zu Traumyoga innerhalb des tibetischen Bön. Traumyoga dient dazu, während des Traumschlafs einen wachen Bewusstseinszustand aufrechtzuerhalten und die Fähigkeit zu erwerben, die Traumgeschehnisse gezielt zu lenken (→ Klartraum). Inzwischen sind Anleitungstexte zum Traumyoga auch in westliche Sprachen übersetzt worden.

## Luzides Träumen
Ein geübter Traumyoga-Praktizierender wird sich während des Träumens bewusst, dass er träumt. Er erlebt die Trauminhalte bewusst und kann auf die Handlung seiner Träume Einfluss nehmen. Während diesem
luziden Bewusstseinszustand ist er sich ferner der "irrealen" und flüchtigen Natur des Traums bewusst. Im Buddhismus gibt das Traumyoga dem Übenden die Möglichkeit, spirituelle Praxis während (Traumschlaf)-Phasen zu üben, welche vom spirituellen Standpunkt betrachtet gewöhnlich nutzlos im Zustand der Unwissenheit verstreichen. Eine Luzidität während der Tiefschlafphase ist verbunden mit dem Yoga des Klaren Lichts.

## Techniken
Man lenkt das Bewusstsein während der Einschlafphase auf spezielle Energiezentren (Chakren) des Körpers und visualisiert dort farbiges Licht oder mystische Silben (Sanskrit Bija). Die Einschlafphase kann zusätzlich genutzt werden für die Anwendung weiterer tantrischer Techniken wie Mantra-Rezitation oder Visualisierung von Meditationsgottheiten. Die korrekte Praxis erfordert eine Einweihung und die sorgfältige Anleitung durch einen Vajrayana-Meister, der innerhalb einer Überlieferungslinie zur Weitergabe dieser Übung befugt ist. Das oben erwähnte Yoga des Klaren Lichts ist hingegen mit der Dzogchen-Praxis verbunden.

## Zweck und grundlegende Sichtweise im Traumyoga
Im buddhistischen Traumyoga geht es nicht um die Inhalte von Träumen im Sinne von „Traumdeutung“, sondern um geistige Klarheit während sonst unbewusster Phasen. Das Endziel ist die Erfahrung der Buddhanatur, der wahren Natur des Geistes.
Die gewöhnliche Lebenswirklichkeit betrachtet der tantrische Buddhismus als „illusionär“, einem Traum ähnlich. Man kann das Erscheinen der Phänomene im Wachzustand, gemäß dieser Sichtweise, als kollektiven Traum bezeichnen. Die Phänomene des Wachzustandes erscheinen in der Wahrnehmung ähnlich wie die Phänomene im Traum, werden aber vom gewöhnlichen Betrachter irrigerweise nicht als letztlich unwirklich erkannt, sondern als aus sich selbst heraus (inhärent) bestehende Phänomene identifiziert. 
Das Klarträumen dient dazu, in allen Phasen der Lebenswirklichkeit die Traumähnlichkeit, oder klassisch buddhistisch ausgedrückt, die Leerheit (Shunyata) des eigenen Selbst (der persönlichkeits-konstituierenden Faktoren, Skandhas) und aller Phänomene zu erkennen. Daher haben vertiefte Erfahrungen im nächtlichen Klarträumen Einfluss auf die Wahrnehmung der Phänomene im Wachzustand am Tag. So sind die Techniken des Klarträumens ein Teilaspekt einer umfassenden spirituellen Erleuchtungspraxis. Darüber hinaus ermöglicht die Luzidität im Traum, Meditationspraktiken zu üben. Das ist nicht zuletzt deshalb vorteilhaft, weil die Beschränkungen durch den physischen Körper wegfallen und es leichter ist, bestimmte Ergebnisse zu erhalten.
Ein weiterer Zweck ist die Vorbereitung auf den Tod. Der Grundgedanke ist, dass Träume den Prozessen des Sterbens und dem Geschehen im Nachtodzustand (Bardo) substanziell ähneln. Die Erfahrung von der Traumähnlichkeit der Phänomene zu Lebenszeiten dient dazu, die mitunter erschreckenden Visionen im Sterben und im Nachtodzustand als illusionär zu erfahren, und so die wirkliche Natur des Geistes zu erkennen und Befreiung vom Daseinskreislauf zu erlangen.